# UEFA Champions League 2018-2019 (fase a eliminazione diretta)
La fase a eliminazione diretta della UEFA Champions League 2018–2019 si è disputata tra il 12 febbraio 2019 e il 1º giugno 2019. Hanno partecipato a questa fase della competizione 16 club: le due semifinaliste vincenti si sono sfidate nella finale di Madrid (Spagna) del 1º giugno 2019.

## Date
Tutti i sorteggi vengono effettuati nel quartier generale dell'UEFA a Nyon (Svizzera).
| Turno            | Sorteggio                       | Andata                                                  | Ritorno                                                 |
| ---------------- | ------------------------------- | ------------------------------------------------------- | ------------------------------------------------------- |
| Ottavi di finale | 17 dicembre 2018, ore 12:00 CET | 12-13 e 19-20 febbraio 2019                             | 5-6 e 12-13 marzo 2019                                  |
| Quarti di finale | 15 marzo 2019, ore 12:00 CET    | 9-10 aprile 2019                                        | 16-17 aprile 2019                                       |
| Semifinali       | 15 marzo 2019, ore 12:00 CET    | 30 aprile-1º maggio 2019                                | 7-8 maggio 2019                                         |
| Finale           | 15 marzo 2019, ore 12:00 CET    | 1º giugno 2019 all'Estadio Wanda Metropolitano (Madrid) | 1º giugno 2019 all'Estadio Wanda Metropolitano (Madrid) |

## Formato
Partecipano alla fase a eliminazione diretta i 16 club che si sono classificati al primo o al secondo posto nei rispettivi gruppi della fase a gironi della UEFA Champions League.
Ogni turno della fase a eliminazione diretta, eccetto la finale, viene disputato in gara doppia (andata e ritorno), in modo che ogni squadra possa giocare una gara in casa. Si qualifica al turno successivo la squadra che nel computo totale realizza più gol. Se il risultato complessivo è di parità, viene applicata la regola dei gol in trasferta, grazie alla quale si qualifica la squadra che ha realizzato più reti fuori casa. Se permane la parità anche in questo caso, si disputano due tempi supplementari della durata totale di 30 minuti. La regola dei gol in trasferta viene nuovamente applicata dopo i tempi supplementari (vale a dire che, se il punteggio cambia durante i tempi supplementari e il risultato complessivo tra andata e ritorno è ancora di parità, si qualifica al turno successivo la squadra ospite in virtù del maggior numero di gol realizzati in trasferta). Se non viene realizzata alcuna rete nei tempi supplementari, il passaggio del turno viene deciso dai tiri di rigore. Nella finale, giocata in gara secca, se al termine dei tempi regolamentari il punteggio è di parità, si procede con la disputa dei tempi supplementari seguiti, eventualmente, dai tiri di rigore.
Il meccanismo dei sorteggi per ogni turno è il seguente:
- nel sorteggio per gli ottavi di finale, sono "teste di serie" le 8 squadre vincitrici dei gironi di UEFA Champions League, mentre non sono "teste di serie" le 8 seconde di ciascun gruppo. Ogni club della prima fascia ("teste di serie") viene sorteggiato con uno della seconda fascia ("non teste di serie") e ha il diritto di giocare in casa la gara di ritorno. Agli ottavi di finale non possono incontrarsi squadre provenienti dalla stessa federazione o dallo stesso girone di UEFA Champions League;
- a partire dal sorteggio per i quarti di finale in poi, non vi è più alcuna restrizione e possono incontrarsi tra loro anche club della stessa federazione.

## Squadre
| Legenda                                         |
| ----------------------------------------------- |
| Finalisti della UEFA Champions League 2018-2019 |
| Semifinalisti                                   |
| Eliminati ai quarti di finale                   |
| Eliminati agli ottavi di finale                 |

| Squadre             | Coeff   |
| ------------------- | ------- |
| Real Madrid         | 162.000 |
| Atlético Madrid     | 140.000 |
| Bayern Monaco       | 135.000 |
| Barcellona          | 132.000 |
| Juventus            | 126.000 |
| Paris Saint-Germain | 109.000 |
| Manchester City     | 100.000 |
| Borussia Dortmund   | 89.000  |

| Squadre         | Coeff  |
| --------------- | ------ |
| Porto           | 86.000 |
| Manchester Utd  | 82.000 |
| Tottenham       | 67.000 |
| Roma            | 64.000 |
| Liverpool       | 62.000 |
| Schalke 04      | 62.000 |
| Olympique Lione | 59.500 |
| Ajax            | 53.500 |

## Tabellone
|  | Ottavi di finale     | Ottavi di finale | Ottavi di finale | Ottavi di finale |   |                 | Quarti di finale | Quarti di finale | Quarti di finale | Quarti di finale |  |                 | Semifinali | Semifinali | Semifinali | Semifinali |           |   | Finale | Finale |
|  |                      |                  |                  |                  |   |                 |                  |                  |                  |                  |  |                 |            |            |            |            |           |   |        |        |
|  | Tottenham            | 3                | 1                | 4                |   |                 |                  |                  |                  |                  |  |                 |            |            |            |            |           |   |        |        |
|  | Borussia Dortmund    | 0                | 0                | 0                |   |                 |                  |                  |                  |                  |  |                 |            |            |            |            |           |   |        |        |
|  | Borussia Dortmund    | 0                | 0                | 0                |   | Tottenham (gfc) | 1                | 3                | 4                |                  |  |                 |            |            |            |            |           |   |        |        |
|  |                      |                  |                  |                  |   | Tottenham (gfc) | 1                | 3                | 4                |                  |  |                 |            |            |            |            |           |   |        |        |
|  |                      | Manchester City  | 0                | 4                | 4 |                 |                  |                  |                  |                  |  |                 |            |            |            |            |           |   |        |        |
|  | Schalke 04           | Manchester City  | 0                | 4                | 4 | 2               | 0                | 2                |                  |                  |  |                 |            |            |            |            |           |   |        |        |
|  | Schalke 04           |                  |                  |                  |   | 2               | 0                | 2                |                  |                  |  |                 |            |            |            |            |           |   |        |        |
|  | Manchester City      | 3                | 7                | 10               |   |                 |                  |                  |                  |                  |  |                 |            |            |            |            |           |   |        |        |
|  | Manchester City      | 3                | 7                | 10               |   |                 |                  |                  |                  |                  |  | Tottenham (gfc) | 0          | 3          | 3          |            |           |   |        |        |
|  |                      |                  |                  |                  |   |                 |                  |                  |                  |                  |  | Tottenham (gfc) | 0          | 3          | 3          |            |           |   |        |        |
|  |                      | Ajax             | 1                | 2                | 3 |                 |                  |                  |                  |                  |  |                 |            |            |            |            |           |   |        |        |
|  | Ajax                 | Ajax             | 1                | 2                | 3 | 1               | 4                | 5                |                  |                  |  |                 |            |            |            |            |           |   |        |        |
|  | Ajax                 |                  |                  |                  |   | 1               | 4                | 5                |                  |                  |  |                 |            |            |            |            |           |   |        |        |
|  | Real Madrid          | 2                | 1                | 3                |   |                 |                  |                  |                  |                  |  |                 |            |            |            |            |           |   |        |        |
|  | Real Madrid          | 2                | 1                | 3                |   | Ajax            | 1                | 2                | 3                |                  |  |                 |            |            |            |            |           |   |        |        |
|  |                      |                  |                  |                  |   | Ajax            | 1                | 2                | 3                |                  |  |                 |            |            |            |            |           |   |        |        |
|  |                      | Juventus         | 1                | 1                | 2 |                 |                  |                  |                  |                  |  |                 |            |            |            |            |           |   |        |        |
|  | Atlético Madrid      | Juventus         | 1                | 1                | 2 | 2               | 0                | 2                |                  |                  |  |                 |            |            |            |            |           |   |        |        |
|  | Atlético Madrid      |                  |                  |                  |   | 2               | 0                | 2                |                  |                  |  |                 |            |            |            |            |           |   |        |        |
|  | Juventus             | 0                | 3                | 3                |   |                 |                  |                  |                  |                  |  |                 |            |            |            |            |           |   |        |        |
|  | Juventus             | 0                | 3                | 3                |   |                 |                  |                  |                  |                  |  |                 |            |            |            |            | Tottenham | 0 |        |        |
|  |                      |                  |                  |                  |   |                 |                  |                  |                  |                  |  |                 |            |            |            |            |           | 0 |        |        |
|  |                      | Liverpool        | 2                |                  |   |                 |                  |                  |                  |                  |  |                 |            |            |            |            |           |   |        |        |
|  | Manchester Utd (gfc) | Liverpool        | 2                | 0                | 3 | 3               |                  |                  |                  |                  |  |                 |            |            |            |            |           |   |        |        |
|  | Manchester Utd (gfc) |                  |                  | 0                | 3 | 3               |                  |                  |                  |                  |  |                 |            |            |            |            |           |   |        |        |
|  | Paris Saint-Germain  | 2                | 1                | 3                |   |                 |                  |                  |                  |                  |  |                 |            |            |            |            |           |   |        |        |
|  | Paris Saint-Germain  | 2                | 1                | 3                |   | Manchester Utd  | 0                | 0                | 0                |                  |  |                 |            |            |            |            |           |   |        |        |
|  |                      |                  |                  |                  |   | Manchester Utd  | 0                | 0                | 0                |                  |  |                 |            |            |            |            |           |   |        |        |
|  |                      | Barcellona       | 1                | 3                | 4 |                 |                  |                  |                  |                  |  |                 |            |            |            |            |           |   |        |        |
|  | Olympique Lione      | Barcellona       | 1                | 3                | 4 | 0               | 1                | 1                |                  |                  |  |                 |            |            |            |            |           |   |        |        |
|  | Olympique Lione      |                  |                  |                  |   | 0               | 1                | 1                |                  |                  |  |                 |            |            |            |            |           |   |        |        |
|  | Barcellona           | 0                | 5                | 5                |   |                 |                  |                  |                  |                  |  |                 |            |            |            |            |           |   |        |        |
|  | Barcellona           | 0                | 5                | 5                |   |                 |                  |                  |                  |                  |  | Barcellona      | 3          | 0          | 3          |            |           |   |        |        |
|  |                      |                  |                  |                  |   |                 |                  |                  |                  |                  |  | Barcellona      | 3          | 0          | 3          |            |           |   |        |        |
|  |                      | Liverpool        | 0                | 4                | 4 |                 |                  |                  |                  |                  |  |                 |            |            |            |            |           |   |        |        |
|  | Liverpool            | Liverpool        | 0                | 4                | 4 | 0               | 3                | 3                |                  |                  |  |                 |            |            |            |            |           |   |        |        |
|  | Liverpool            |                  |                  |                  |   | 0               | 3                | 3                |                  |                  |  |                 |            |            |            |            |           |   |        |        |
|  | Bayern Monaco        | 0                | 1                | 1                |   |                 |                  |                  |                  |                  |  |                 |            |            |            |            |           |   |        |        |
|  | Bayern Monaco        | 0                | 1                | 1                |   | Liverpool       | 2                | 4                | 6                |                  |  |                 |            |            |            |            |           |   |        |        |
|  |                      |                  |                  |                  |   | Liverpool       | 2                | 4                | 6                |                  |  |                 |            |            |            |            |           |   |        |        |
|  |                      | Porto            | 0                | 1                | 1 |                 |                  |                  |                  |                  |  |                 |            |            |            |            |           |   |        |        |
|  | Roma                 | Porto            | 0                | 1                | 1 | 2               | 1                | 3                |                  |                  |  |                 |            |            |            |            |           |   |        |        |
|  | Roma                 |                  |                  |                  |   | 2               | 1                | 3                |                  |                  |  |                 |            |            |            |            |           |   |        |        |
|  | Porto (dts)          | 1                | 3                | 4                |   |                 |                  |                  |                  |                  |  |                 |            |            |            |            |           |   |        |        |

## Partite

### Ottavi di finale

#### Sorteggio
| Urna   | Urna                | Urna               |
| Gruppo | Teste di serie      | Non teste di serie |
| ------ | ------------------- | ------------------ |
| A      | Borussia Dortmund   | Atlético Madrid    |
| B      | Barcellona          | Tottenham          |
| C      | Paris Saint-Germain | Liverpool          |
| D      | Porto               | Schalke 04         |
| E      | Bayern Monaco       | Ajax               |
| F      | Manchester City     | Olympique Lione    |
| G      | Real Madrid         | Roma               |
| H      | Juventus            | Manchester Utd     |

#### Risultati
| Squadra 1       | Totale      | Squadra 2           | Andata | Ritorno     |
| --------------- | ----------- | ------------------- | ------ | ----------- |
| Schalke 04      | 2 - 10      | Manchester City     | 2 - 3  | 0 - 7       |
| Atlético Madrid | 2 - 3       | Juventus            | 2 - 0  | 0 - 3       |
| Manchester Utd  | 3 - 3 (gfc) | Paris Saint-Germain | 0 - 2  | 3 - 1       |
| Tottenham       | 4 - 0       | Borussia Dortmund   | 3 - 0  | 1 - 0       |
| Olympique Lione | 1 - 5       | Barcellona          | 0 - 0  | 1 - 5       |
| Roma            | 3 - 4       | Porto               | 2 - 1  | 1 - 3 (dts) |
| Ajax            | 5 - 3       | Real Madrid         | 1 - 2  | 4 - 1       |
| Liverpool       | 3 - 1       | Bayern Monaco       | 0 - 0  | 3 - 1       |

##### Andata
| Arbitro: | Daniele Orsato |

|  |           |                         |
|  | Marcatori | 53’ Kimpembe 60’ Mbappé |

| Arbitro: | Danny Makkelie |

|                  |           |                  |
| Zaniolo 70’, 76’ | Marcatori | 79’ Adrián López |

| Arbitro: | Damir Skomina |

|            |           |                         |
| Ziyech 75’ | Marcatori | 60’ Benzema 87’ Asensio |

| Arbitro: | Antonio Mateu Lahoz |

|                                     |           |  |
| Son 47’ Vertonghen 83’ Llorente 86’ | Marcatori |  |

| Liverpool 19 febbraio 2019, ore 21:00 CET ritorno → | Liverpool       | 0 – 0 referto | Bayern Monaco | Anfield (52 250 spett.)\| Arbitro: \| Gianluca Rocchi \| |
| Arbitro:                                            | Gianluca Rocchi |               |               |                                                          |

| Décines-Charpieu 19 febbraio 2019, ore 21:00 CET ritorno → | Olympique Lione | 0 – 0 referto | Barcellona | OL Stadium (57 889 spett.)\| Arbitro: \| Cüneyt Çakır \| |
| Arbitro:                                                   | Cüneyt Çakır    |               |            |                                                          |

| Arbitro: | Felix Zwayer |

|                       |           |  |
| Giménez 78’ Godín 83’ | Marcatori |  |

| Arbitro: | Carlos del Cerro Grande |

|                                 |           |                                  |
| Bentaleb 38’ (rig.), 45’ (rig.) | Marcatori | 18’ Agüero 85’ Sané 90’ Sterling |

##### Ritorno
| Arbitro: | Danny Makkelie |

|  |           |          |
|  | Marcatori | 49’ Kane |

| Arbitro: | Felix Brych |

|             |           |                                          |
| Asensio 70’ | Marcatori | 7’ Ziyech 18’ Neres 62’ Tadić 72’ Schøne |

| Arbitro: | Damir Skomina |

|            |           |                                      |
| Bernat 12’ | Marcatori | 2’, 30’ Lukaku 90+4’ (rig.) Rashford |

| Arbitro: | Cüneyt Çakır |

|                                          |           |                     |
| Soares 26’ Marega 52’ Telles 117’ (rig.) | Marcatori | 37’ (rig.) De Rossi |

| Arbitro: | Björn Kuipers |

|                              |           |  |
| Ronaldo 27’, 48’, 86’ (rig.) | Marcatori |  |

| Arbitro: | Clément Turpin |

|                                                                                             |           |  |
| Agüero 35’ (rig.), 38’ Sané 42’ Sterling 56’ Bernardo Silva 71’ Foden 78’ Gabriel Jesus 84’ | Marcatori |  |

| Arbitro: | Szymon Marciniak |

|                                                          |           |             |
| Messi 18’ (rig.), 78’ Coutinho 31’ Piqué 81’ Dembélé 86’ | Marcatori | 58’ Tousart |

| Arbitro: | Daniele Orsato |

|                  |           |                            |
| Matip 39’ (aut.) | Marcatori | 26’, 84’ Mané 69’ van Dijk |

### Quarti di finale

#### Risultati
| Squadra 1      | Totale      | Squadra 2       | Andata | Ritorno |
| -------------- | ----------- | --------------- | ------ | ------- |
| Ajax           | 3 - 2       | Juventus        | 1 - 1  | 2 - 1   |
| Liverpool      | 6 - 1       | Porto           | 2 - 0  | 4 - 1   |
| Tottenham      | 4 - 4 (gfc) | Manchester City | 1 - 0  | 3 - 4   |
| Manchester Utd | 0 - 4       | Barcellona      | 0 - 1  | 0 - 3   |

##### Andata
| Arbitro: | Antonio Mateu Lahoz |

|                      |           |  |
| Keïta 5’ Firmino 26’ | Marcatori |  |

| Arbitro: | Björn Kuipers |

|         |           |  |
| Son 78’ | Marcatori |  |

| Arbitro: | Carlos del Cerro Grande |

|           |           |             |
| Neres 46’ | Marcatori | 45’ Ronaldo |

| Arbitro: | Gianluca Rocchi |

|  |           |                 |
|  | Marcatori | 12’ (aut.) Shaw |

##### Ritorno
| Arbitro: | Felix Brych |

|                             |           |  |
| Messi 16’, 20’ Coutinho 61’ | Marcatori |  |

| Arbitro: | Clément Turpin |

|             |           |                             |
| Ronaldo 28’ | Marcatori | 34’ van de Beek 67’ de Ligt |

| Arbitro: | Cüneyt Çakır |

|                                                |           |                          |
| Sterling 4’, 21’ Bernardo Silva 11’ Agüero 59’ | Marcatori | 7’, 10’ Son 73’ Llorente |

| Arbitro: | Danny Makkelie |

|             |           |                                             |
| Militão 69’ | Marcatori | 26’ Mané 65’ Salah 77’ Firmino 84’ van Dijk |

### Semifinali

#### Risultati
| Squadra 1  | Totale      | Squadra 2 | Andata | Ritorno |
| ---------- | ----------- | --------- | ------ | ------- |
| Tottenham  | 3 - 3 (gfc) | Ajax      | 0 - 1  | 3 - 2   |
| Barcellona | 3 - 4       | Liverpool | 3 - 0  | 0 - 4   |

##### Andata
| Arbitro: | Antonio Mateu Lahoz |

|  |           |                 |
|  | Marcatori | 15’ van de Beek |

| Arbitro: | Björn Kuipers |

|                           |           |  |
| Suárez 26’ Messi 75’, 82’ | Marcatori |  |

##### Ritorno
| Arbitro: | Cüneyt Çakır |

|                                  |           |  |
| Origi 7’, 79’ Wijnaldum 54’, 56’ | Marcatori |  |

| Arbitro: | Felix Brych |

|                       |           |                             |
| de Ligt 5’ Ziyech 35’ | Marcatori | 55’, 59’, 90+6’ Lucas Moura |

### Finale
| Arbitro: | Damir Skomina |

|  |           |                           |
|  | Marcatori | 2’ (rig.) Salah 87’ Origi |